# Русковці (округ Бановці-над-Бебравою)
Русковці — село в окрузі Бановці-над-Бебравою Банськобистрицького краю Словаччини. Станом на грудень 2015 року в селі проживало 513 людей. Протікає Граднянський потік.

## Населення
| Рік:            | 1994. | 2004.   | 2014.   | 2024.   |
| --------------- | ----- | ------- | ------- | ------- |
| Кількість осіб: | 531   | 532     | 513     | 518     |
| Різниця:        |       | +0,18 % | -3,57 % | +0,97 % |

| Рік:            | 2023. | 2024.   |
| --------------- | ----- | ------- |
| Кількість осіб: | 521   | 518     |
| Різниця:        |       | -0,57 % |